# 22151 Дейвбрейсі
22151 Дейвбрейсі (22151 Davebracy) — астероїд головного поясу, відкритий 21 листопада 2000 року.
Тіссеранів параметр щодо Юпітера — 3,267.